# Alfonso Litta
Alfonso Litta (Milán, 19 de septiembre de 1608-Roma, 28 de agosto de 1679) fue un eclesiástico italiano, arzobispo de Milán y cardenal. 

## Biografía

### Familia y primeros años
Nacido en Milán en el seno de una familia de comerciantes que había amasado una fortuna considerable en el siglo XVI, su abuelo paterno Agostino había entrado a formar parte de la nobleza tras adquirir en 1573 los feudos de Gambolò y Valle e instituir sobre el primero de ellos un marquesado; Alfonso fue el segundo hijo del matrimonio formado por Pompeo Litta y Lucia Cusani, hija de los marqueses de Ponte y sobrina del cardenal Agostino Cusani.  Pompeo murió cuando Alfonso tenía un año de edad, y Lucia, a cargo de la tutela de los dos hijos, destinó al primogénito Agostino al manejo de los negocios familiares y a Alfonso a la carrera eclesiástica.
En 1622 su madre se casó con el catalán Antonio Ferrer, que en aquellos tiempos ejercía como gran canciller del Ducado de Milán en nombre de la corona de España, el más alto cargo de la administración milanesa tras el gobernador. Cuando Ferrer viajó a España llevó consigo a sus dos hijos adoptivos; Alfonso estudió leyes en la Universidad de Salamanca para después de su regreso a Italia doctorarse in utroque iure en la de Bolonia en 1628 e ingresar en el colegio de jurisconsultos de Milán.

### Entra en religión
Tras recibir las órdenes menores de manos del arzobispo Federico Borromeo y con el patrocinio del duque de Feria se trasladó a Roma, donde ofició como referendario del Tribunal de la Signatura Apostólica durante el pontificado de Urbano VIII y como abad in commendam de los monasterios de San Giulio di Dolsago y de San Giovanni di Appiano. En los años siguientes fue sucesivamente gobernador en nombre de los Estados Pontificios de Rimini, Orvieto, Spoleto y Camerino, vicelegado en Bolonia como segundo del cardenal Antonio Barberini, comisario general del ejército pontificio, gobernador de Ascoli, Campania y Marittima. 
Era gobernador de la Marca de Ancona cuando en 1650 falleció el arzobispo de Milán Cesare Monti, y el rey Felipe IV de España lo presentó ante Inocencio X para sucederle, recompensándole así el haber revelado la trama antiespañola urdida por los cardenales Barberini y Mazarino en 1647.  Recibió la consagración en junio de 1652 de manos del cardenal Giulio Roma.

### Arzobispo de Milán y cardenal
Su episcopado estuvo marcado por sus constantes desavenencias con las autoridades españolas: intentando salvaguardar los derechos de la Iglesia y mantener su independencia de las autoridades políticas, estuvo constantemente enfrentado por cuestiones de jurisdicción con el presidente del Senado Bartolomeo Arese, con el gobernador Luis de Benavides y con los sucesores de este, perdiendo el aprecio que desde España se le había tenido.
La guerra entre Francia y España que se extendió hacia las posesiones españolas en Italia hasta que el Tratado de los Pirineos trajo la paz en 1659, llevó a Litta a armar a sus clérigos para enfrentar el ataque de las tropas de Tomás de Saboya. 
En el ámbito propiamente religioso combatió las heterodoxias de los quietistas liderados por Giacomo Filippo Casolo y Alberto Alberti y posteriormente la herejía de Giuseppe Francesco Borri, convocó dos sínodos diocesanos y trece congregaciones de vicarios, efectuó una visita pastoral y promovió la nueva edición del breviario y el misal, mostrándose un firme defensor del rito ambrosiano. 
En el consistorio de 1666 Alejandro VII hizo pública su elevación al cardenalato, hecha in pectore dos años antes, y le concedió el título de Santa Cruz de Jerusalén. 
En tal condición participó en el cónclave de 1667 en que fue elegido papa Clemente IX y en el que dos años después eligió a Clemente X. 
En 1675 presentó la renuncia al arzobispado alegando problemas de salud.  Todavía tomó parte en el cónclave de 1676 en que fue elegido papa Inocencio XI, pero con la salud deteriorada dejó el gobierno de la diócesis. Fallecido en Roma en 1679 a los 71 años de edad, fue inicialmente sepultado en la iglesia de San Carlo al Corso de esta ciudad, para posteriormente ser trasladado a la Catedral de Milán. 

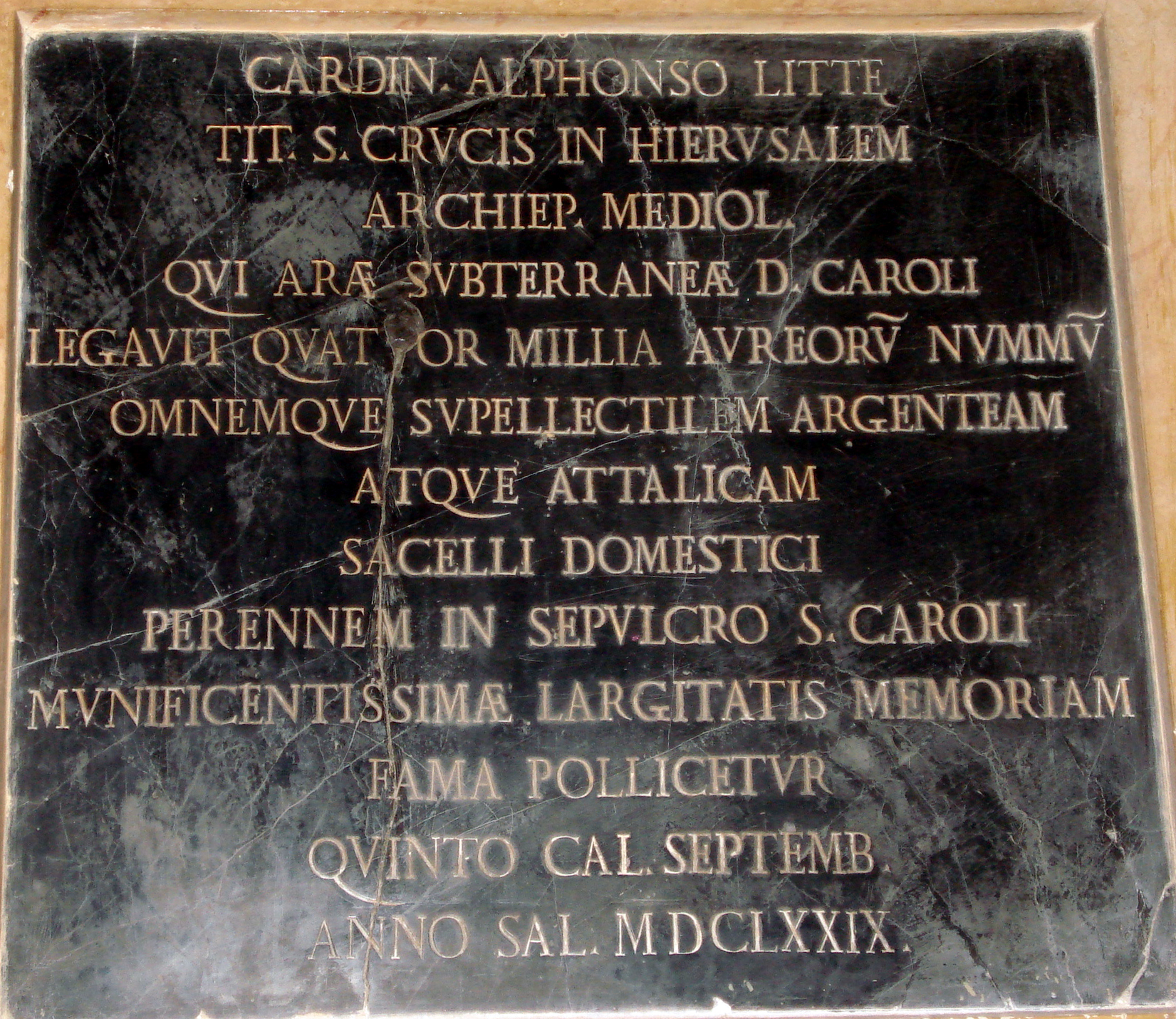
Lápida del cardenal Litta, en la catedral de Milán.